# خط لوله تاپی
خط لولهٔ ترکمنستان-افغانستان-پاکستان-هند (انگلیسی: TAPI) یا تاپی طرح انتقال گاز طبیعی ترکمنستان از مسیر افغانستان به پاکستان و هند است.
ساخت این خط لوله از ۱۵ دسامبر ۲۰۱۵ از ترکمنستان آغاز شده و انتظار می‌رود این پروژه تا سال ۲۰۱۹ به پایان برسد.

## تاریخچه
ایدهٔ این پروژه در سال ۱۹۹۷ در زمان که طالبان در افغانستان حکمرایی می‌نمودند پیدا شد. تطبیق آن ضرورت به زمان و شرایط داشت. زیادهٔ این پروژه بالای ثبات دولت افغانستان می‌چرخید. از این پروژه طالبان نیز حمایت خود را اعلان نموده‌است.
در سال ۲۰۱۶ شرکت یونوکال رسماً در داخل ترکمنستان کار را آغاز نمود تا ژانویۀ ۲۰۱۸ کار آن خاتمه یافت. در فوریۀ ۲۰۱۸ قرار است کار آن در افغانستان آغاز گردد.

## مشخصات فنی
در ازای مجموعی لولهٔ گاز تاپی ۱٬۸۱۴ کیلومتر است و این لوله، گاز ترکمنستان را از طریق افغانستان به پاکستان و هند انتقال می‌دهد. این لوله از ولایت‌های هرات، فراه، نیمروز، هلمند و قندهار می‌گذرد و ۸۱۶ کیلومتر از مجموع ۱٬۸۱۴ آن در خاک افغانستان کشیده می‌شود.

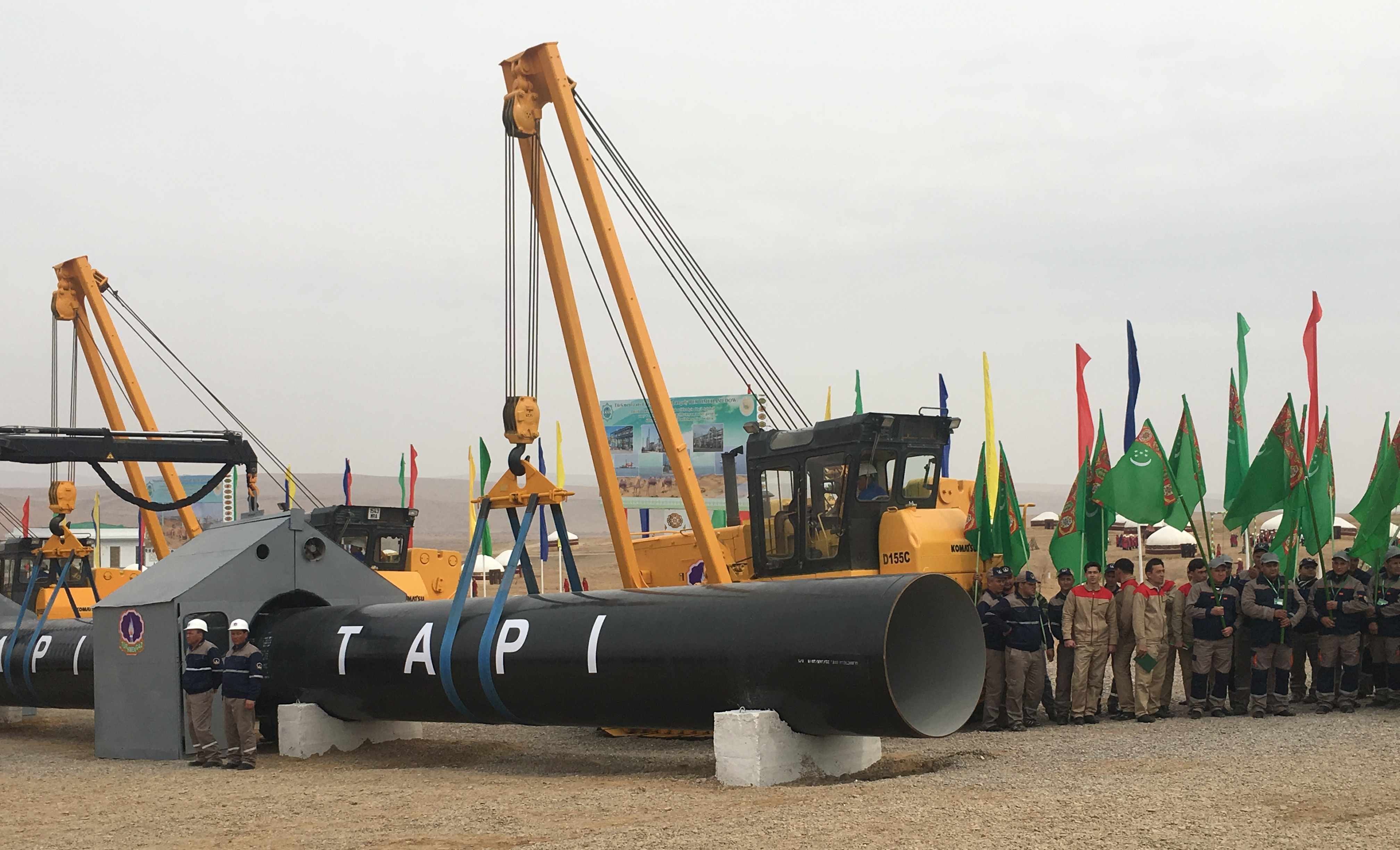
آغاز کار پروژه خط لوله تاپی

خط لولهٔ تاپی سالانه ظرفیت انتقال ۳۳ میلیارد متر مکعب گاز را به سه کشور افغانستان، پاکستان و هند دارد. افغانستان که اصلاً نقش ترانزیتی در این پروژه دارد، خود از خریداران گاز وارداتی نیز هست. بر اساس توافقی که صورت گرفته، افغانستان در سه دهه، سه میلیارد متر مکعب گاز را از ترکمنستان می‌خرد.
در طول مسیر خط لولهٔ گاز تاپی، ۱۲ پمپ فشار نصب می‌شود که پنج تای آن به ارزش یک میلیارد دلار در افغانستان احداث خواهد شد. به این ترتیب، هرات نخستین ولایتی است که از انرژی وارداتی استفادهٔ ارزان‌تر و گسترده‌تر خواهد برد.
این پروژه که انتظار می‌رود تا سال ۲۰۱۹ تکمیل شود بیش از هفت میلیارد دلار برای احداث این خط لوله هزینه خواهد شد و هزینهٔ گاز آن بیش از ۱۵ میلیارد دلار برآورد شده‌است.
با بهره‌برداری از پروژهٔ تاپی، سالانه افغانستان گذشته از گرفتن گاز کافی از این پروژه، بیش از چهار صد میلیون دلار حق ترانزیت گاز بدست خواهند آورد.
یک نهاد یا حرکت بین‌المللی می‌تواند از تاپی حمایت کند. تاپی اما دشمنانی زیاد هم دارد. دشمنانی که در این کشور و در کشورهای بزرگ دنیا ریشه دارند. این وسواس امنیتی باعث می‌شود که نیروهای امنیتی افغانستان در تأمین امنیت تاپی بسیار جدی باشند.

## مسیر
این خط لولهٔ ۱٬۸۱۴ کیلومتری از میدان‌های گازی ترکمنستان آغاز می‌شود و سپس از طریق افغانستان و پاکستان به هند امتداد می‌یابد. نقطهٔ شروع این خط لوله در میدان گاز گالکینیش قرار داد. در افغانستان این خط لوله در کنار بزرگراه قندهار-هرات در غرب افغانستان امتداد یافته و پس از ورود به پاکستان از کویته و مولتان می‌گذرد.  مقصد نهایی این خط لوله شهر فاضلکا در هند و در نزدیکی مرز بین پاکستان و هند خواهد بود. 
وزارت انرژی قزاقستان هم چندی پیش(۲۰۲۵) اعلام کرده بود که قزاق‌گاز، یکی از بزرگترین شرکت‌های گاز این کشور، در حال مذاکره برای پیوستن به پروژه ساخت خط لوله گاز ترکمنستان-افغانستان-پاکستان-هند (تاپی) است.